# Anna von Veldenz

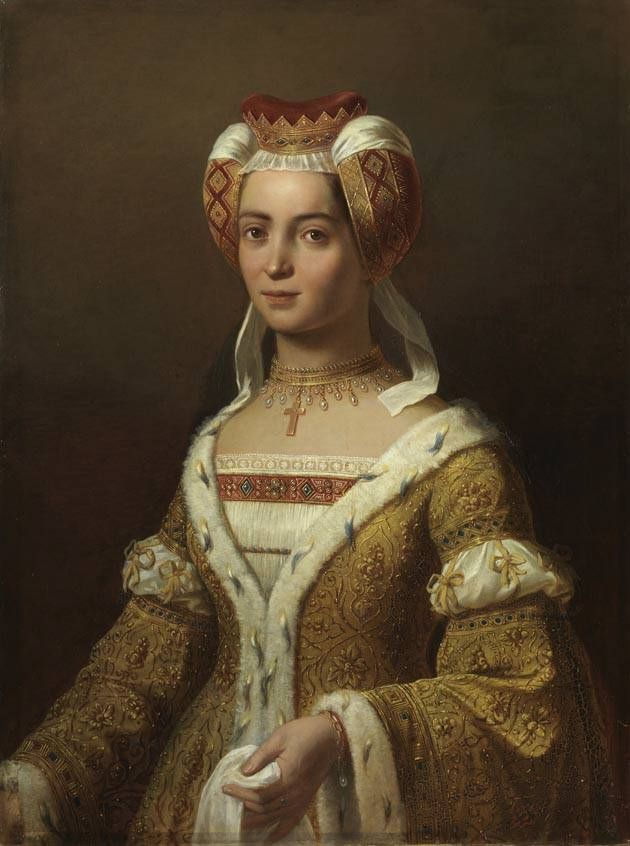
Idealporträt der Gräfin Anna von Veldenz, Julius Zimmermann (1824–1906), Öl auf Leinwand, Alte Pinakothek, München

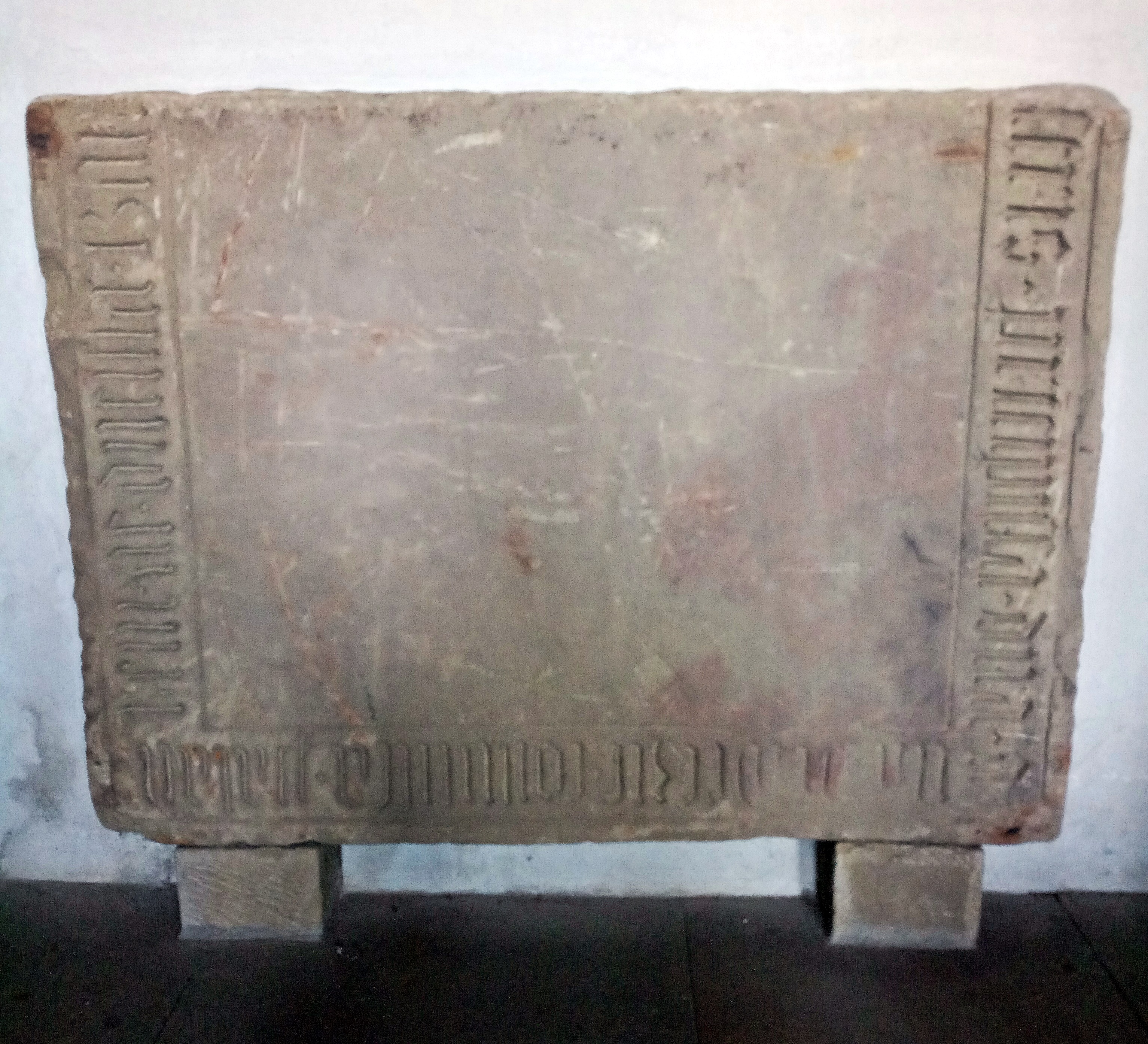
Grabplattenrest, Schlosskirche Meisenheim

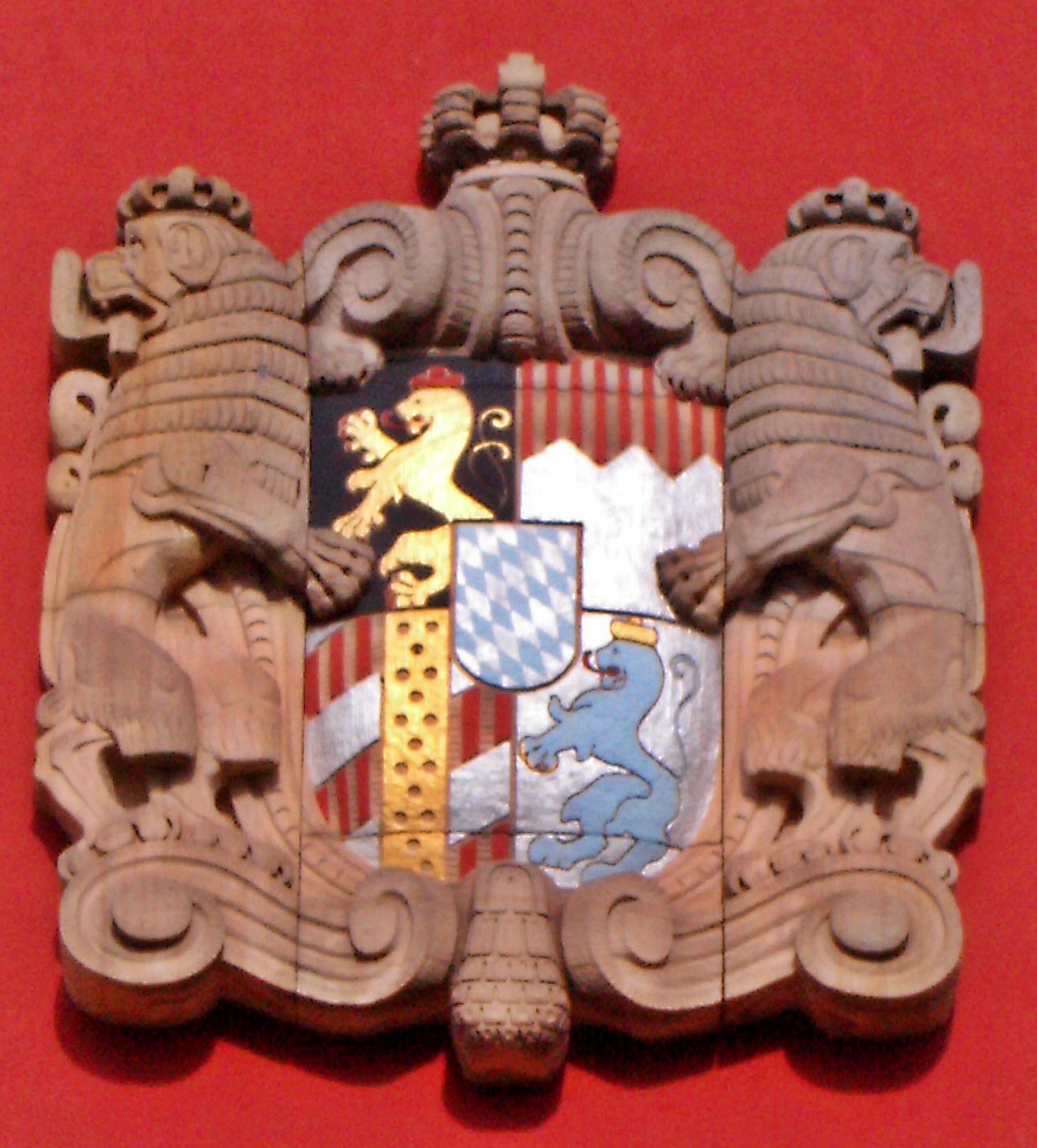
Staatswappen des Königreichs Bayern mit blauem Veldenzer Löwen

Anna von Veldenz (* um 1390; † 18. November 1439 in Wachenheim) war eine Gräfin des zweiten Geschlechtes der Grafen von Veldenz. Sie wurde zur Stammmutter der wittelsbachischen Linie Pfalz-Zweibrücken und des bayerischen Königshauses.

## Bedeutung
Anna war eine Nachfahrin von Graf Georg I. († 1347) und die Erbtochter von dessen Urenkel Friedrich III., dem letzten Grafen von Veldenz aus dem Haus Geroldseck. Ihre Mutter war Margarethe von Nassau-Saarbrücken. Annas Onkel Johann von Veldenz († 1434) amtierte als Abt des Klosters Weißenburg im Elsass.
Sie war seit 1409 mit Pfalzgraf Stefan von Pfalz-Simmern-Zweibrücken verheiratet, wodurch die Grafschaft Veldenz an das Herzogtum Pfalz-Zweibrücken kam. Anna brachte auch eine Hälfte der Rechte über die ungeteilte Grafschaft Sponheim in die Ehe mit ein, die 1437 an die Grafen von Veldenz gefallen war; bereits im Sponheimer Vertrag (1425) war dieses von Graf Johann V. von Sponheim vorhergesagt:

„[…] Weres auch Sach daz die vorgenante vnsere Vettern eyner oder sie beyde by vnserm Leben von Tods wegen abgein wurden, die Got lange fristen wulde, so sulle von vnses Vetteren des Marggrauen wegen sine eltester Son, vnd von wegen vnses Vettern Graff Friderich von Feldentz vnsers Hern Hertzog Steffen eltester Son sin Enkel eyner vnd nit me von jeglichem Stamme, […]“

Also bekam ihr ältester Sohn Friedrich I. den Anteil an Sponheim und dessen Bruder Ludwig I. die eigentliche Grafschaft Veldenz. Durch Gräfin Anna wurde der Veldenzer Löwe zu einem Teil des Staatswappens im Königreich Bayern, als ihre Nachkommen im frühen 19. Jahrhundert zu bayerischen Königen aufstiegen.
Anna starb auf der Wachtenburg, zu Wachenheim in der Vorderpfalz, wo sie sich öfter aufhielt. Sie wurde im 1461 zerstörten Vorgängerbau der heutigen Schlosskirche Meisenheim bestattet. Dort fand man einen Teil ihrer Grabplatte 1988 auf und platzierte ihn an der Südwand des Langhauses.

## Vorfahren
| Urgroßeltern            | Graf Heinrich II. von Veldenz († 1378) ⚭ Gräfin Agnes von Sponheim-Kreuznach (†?)            | Graf Johann III. von Sponheim-Starkenburg († 1398) ⚭ Gräfin Mechtild von der Pfalz († 1375)  | Graf Gerlach I. von Nassau († 1361) ⚭ Landgräfin Agnes von Hessen († 1332)                   | Graf Johann II. von Saarbrücken († 1381) ⚭ Gräfin Ghislette von Bar (†?)                     |
| Großeltern              | Graf Heinrich III. von Veldenz († 1389) ⚭ Gräfin Loretta von Sponheim-Starkenburg (†?)       | Graf Heinrich III. von Veldenz († 1389) ⚭ Gräfin Loretta von Sponheim-Starkenburg (†?)       | Graf Johann I. von Nassau-Weilburg († 1371) ⚭ Gräfin Johanna von Saarbrücken († 1381)        | Graf Johann I. von Nassau-Weilburg († 1371) ⚭ Gräfin Johanna von Saarbrücken († 1381)        |
| Eltern                  | Graf Friedrich III. von Veldenz († 1444) ⚭ Gräfin Margarethe von Nassau-Saarbrücken († 1427) | Graf Friedrich III. von Veldenz († 1444) ⚭ Gräfin Margarethe von Nassau-Saarbrücken († 1427) | Graf Friedrich III. von Veldenz († 1444) ⚭ Gräfin Margarethe von Nassau-Saarbrücken († 1427) | Graf Friedrich III. von Veldenz († 1444) ⚭ Gräfin Margarethe von Nassau-Saarbrücken († 1427) |
| Gräfin Anna von Veldenz |                                                                                              |                                                                                              |                                                                                              |                                                                                              |